# Alto tradimento - Un'indagine su Cesare Battisti
Alto tradimento - Un'indagine su Cesare Battisti è una miniserie televisiva italiana del 1978 diretta da Walter Licastro.

## Trama
La serie televisiva ripercorre gli anni giovanili del patriota socialista Cesare Battisti nato a Trento, parte dell'allora Impero austro-ungarico, fino al giorno della sua cattura, a cui seguirà la condanna a morte avvenuta il 12 luglio del 1916 nel Castello del Buonconsiglio di Trento con l'accusa di alto tradimento per essersi arruolato nelle file del Regio Esercito italiano, all'indomani della dichiarazione di guerra del Regno d'Italia all'Austria. 